# Osman Ağa (Chronist)
Osman Ağa (* um 1671; † nach 1725) war Dolmetscher der osmanischen Statthalterschaftskanzlei (Diwandolmetscher) in Temeschburg (auch Temeschwar, heute Timișoara). Er verfasste ein Buch über Diplomatik (Kitâb-i insâ), eine unvollständig gebliebene „Deutsche Geschichte“ (Nemçe tarıhi) und zwei Autobiografien.

## Leben und Werk
Um 1671 wurde Osman in Temeschwar als zweiter von drei Söhnen des Hauptmannes Ahmed Ağa geboren. Schon sehr bald wurde er Ağa in der Festungskavallerie. Bei der Eroberung von Lipova durch die Kaiserlichen geriet er am 11. Juni 1688 in Gefangenschaft. Schlecht behandelt von seinem ersten Herren, hatte er es etwas besser beim General Graf Stubenberg, der ihn auf seine Burg bei Kapfenberg (Steiermark) mitnahm. Nach Wien zum Hofkriegsrat General von Schallenberg weitergegeben, gelang ihm erst 1699 als österreichischer Offizier verkleidet die Flucht auf osmanisches Gebiet. Gleich nach seiner Flucht wurde Osman Ağa Diwandolmetscher der Statthalterschaftskanzlei in Temeschwar. Seine Sprachkenntnisse und die Vertrautheit mit allem Deutschen waren der Grund für diese Berufung.

„Ferner nahm ich noch Bettzeug und Decken mit und einen vollständigen Satz von Feuerwaffen, nämlich ein paar treffliche Pistolen, eine vorzüglich Flinte und einen Karabiner. Ich hatte lange, schwarze Haare und trug ein Hemd aus genuesischem Linnen mit weißer Zwirnstickerei, enganliegende Hosen […] sah ich aus wie ein Offizier der unteren Rangklasse, und niemand, der mich sah, hätte mich für einen Muslim gehalten.“

Der am 24. Şa'ban 1136 nach islamischer Zeitrechnung (18. Mai 1724 n. Chr.) in Istanbul geschriebene erste Teil seiner Autobiographie schildert die österreichische Kriegsgefangenschaft und seine abenteuerliche Flucht. 1725 verfasste er ebenfalls in Istanbul den zweiten Teil über seine Tätigkeit als Diwandolmetscher im Dienste Ali Paschas des Bostancıbaşı (Oberst einer Leibgarde des Sultans). Die Autorenschaft der unsignierten Handschriften wurde auf Grund typischer Besonderheiten des Schriftzuges, der Rechtschreib- und Sprachfehler, sowie der Darstellungsweise im Vergleich zu seinem Werk Kitâb-i insâ (dt. „Das Buch der Diplomatik“) von Literaturhistorikern festgestellt.
Osman Ağa beschreibt seine Aufgaben bei der Klärung von Grenzzwischenfällen im Spannungsfeld zwischen Österreich, dem Osmanischen Reich und dem Kuruzzenführer Franz II. Rákóczi in den Jahren 1703 bis 1709. Die beiden Staaten, das Habsburgerreich im Spanischen Erbfolgekrieg mit Frankreich, das Sultansreich durch den verlorenen Krieg um Wien 1683, die folgenden Niederlagen und eine gefährliche Janitscharenrevolte geschwächt, legten großen Wert auf friedliche Nachbarschaft. Die Kuruzzen störten dies oft und Osman Ağa war deshalb als Dolmetscher und Diplomat zwischen den Parteien unterwegs. Ali Pascha der Bostancıbaşi, zuerst Pascha von Temeschwar, dann Nachfolger von Ibrahim Pascha als Statthalter in Belgrad, betraute den ihm gut bekannten Osman mit diesen heiklen Aufgaben, was dieser im zweiten Teil seiner Autobiographie gebührend vermerkte.

„Für etwa fünfzehn bis zwanzig Tage wird hier der Dolmetscher Osman Ağa in einer wichtigen Angelegenheit benötigt; es darf somit gebeten werden, Uns zuliebe dem Genannten Urlaub gewähren und ihn zu Uns senden zu wollen.“

Die rund zwanzig Jahre später von ihm verfassten Handschriften sind besonders in der Datierung der Ereignisse einige Male ziemlich ungenau, was mit dem zeitlichen Abstand erklärt wird.